# Курц, Вилем (старший)
Вилем Курц (чеш. Vilém Kurz; 13 июня 1847 — 6 марта 1902) — чешский зоолог, педагог и общественный деятель, основатель семьи, внесшей значительный вклад в чешскую культуру XX века (три последующих поколения этой семьи — Вилем Курц-младший, Илона Курцова-Штепанова и Павел Штепан).

## Биография
Окончил гимназию в Градце-Кралове, затем факультет естествознания Карлова университета. Преподавал в гимназиях Немецкого Брода, Кутной-Горы и (с 1884 г.) Праги; в 1874 г. защитил докторскую диссертацию.
В 1870-е гг. публиковал в Трудах Венской академии наук и в «Журнале научной зоологии» научные статьи, преимущественно о ветвистоусых ракообразных (Cladocera). Составил «Геологическую схему Кутногорского округа» (чеш. Geologický nástin okolí Kutnohorského; 1877). В дальнейшем занимался в большей степени педагогической работой: написал несколько учебных пособий — в том числе «Гербарий для средней школы» (чеш. Herbář pro střední školy) и «Ботаника для последних классов средней школы» (чеш. Botanika pro vyšší třídy středních škol). Завершил труд Мирослава Тырша «Основы физкультуры» и сам написал «Введение в школьную физкультуру» (чеш. Úvod do tělocviku školského; 1872).
Общественная деятельность Курца была направлена на развитие туризма в Чехии. В 1888 г. он вместе с Вратиславом Пасовским и Войтехом Напрстеком, стал одним из основателей Клуба чешских туристов, на протяжении шести лет был главным редактором «Журнала туристов» (чеш. Časopis turistův). Написал несколько туристических путеводителей, в частности, «365 выездов на вечер из Праги» (чеш. 365 odpoledních výletů z Prahy).
В 1890 г. именно Курц выступил в статье «Смотровая башня на Петршинском холме — вид из ближайшего будущего Праги» (чеш. Rozhledna na Petříně, obrázek z blízké budoucnosti Prahy) с инициативой строительства в пражском районе Петршин смотровой башни. В 1894 г., также по инициативе Курца, смотровая башня была возведена и на вершине горы Черхов; каменное здание вместо деревянного было построено уже после смерти Курца по проекту его сподвижника Вратислава Пасовского и получило название Курцева башня.